# ヤマシタコウジ
ヤマシタ コウジは、日本の漫画家、イラストレーター。

## 主な作品

### ゲーム
- サムライエボリューション 桜国ガイスト（キャラクターデザイン）
- プリンセスナイトメア（原画）

### ソーシャルゲーム
- 恋花京 〜あさきゆめ、燃ゆる想ひを〜

### 漫画
- 桜国ガイスト（『ガンガンパワード』）

### イラスト
- ルミナスアーク3 アイズ（特典イラスト）